# 旗分佐领下人
旗分佐领下人（穆麟德轉寫：gūsa nirui harangga）又称外佐领下人或外八旗人，与内佐领或内八旗组织中的包衣人相对，是普遍印象中的“一般旗人”。他们隶籍于外八旗即满洲、蒙古、汉军这二十四旗中的旗分佐领，主要由朝廷统一调用。因为皆是正户，所以常以正身旗人来指代。旗分佐领下人是八旗制度的主体人群，对于后金和清朝的军事、政治起到了极其重要的作用。

## 简介
旗分佐领下人源于清朝入关前的属人或自由民阶层。早期私属性质较强，尤其是尚未分出旗分和包衣佐领之前，各类属人的身份等级并不明显。旗制创立后，各属人分隶于包括汗在内的各旗旗主之下，与各自旗主有君臣之分，并受旗主的各种差役。不过，自清太宗皇太极即位以后，八旗共治的局面逐渐解体。顺治末年，皇帝已自将三旗，旗分佐领下人也开始有了上三旗和下五旗之分。雍正年间，皇帝又将下五旗的旗分佐领也收入了自己的实际控制之中，并限制下五旗旗主、管主王公和封入下五旗的皇子的旗份佐领配额，名义上由五旗王公管理的旗分佐领，实际上由各旗都统负责管理，使得下五旗人与王公的私属性质逐渐减弱，从而实现了八旗由国家的统一调用。
上三旗同下五旗旗分佐领下人在挑取甲兵、科举入仕、补官、法律地位以及各种经济待遇上基本相同，但由于皇帝同宗室王公的名分差别还是使得二者有着名誉上的上下之分。虽然入关后八旗的中央集权使得五旗王公对本旗佐领的行政权、经济控制权渐至消失，不过下五旗王公对本旗佐领领属关系的依然残存了很长时间，导致下五旗旗人常常还是难免受到本旗王公的侵扰和限制。此外，上三旗作为皇帝的“嫡系”在清朝前期还时常会获得单独赏赐财物或宴席，所以虽然上三旗同下五旗的待遇基本一致，但一定程度上的实质差别依然存在。
旗分佐领下人是八旗制度的中坚力量、从普通旗兵至世家贵族的主要来源，他们对于后金和清朝的军事、政治等各个方面都起到了至关重要的作用。